# Archiearis variegata
Archiearis variegata là một loài bướm đêm trong họ Geometridae.